# Landesregierung und Stadtsenat Häupl II
Landesregierung und Stadtsenat Häupl II war die Bezeichnung für die zweite Wiener Landesregierung und den Wiener Stadtsenat unter Bürgermeister und Landeshauptmann Michael Häupl zwischen 1996 und 2001. Die Stadtregierung wurde nach der Landtags- und Gemeinderatswahl 1996 am 27. November 1996 angelobt und löste die Landesregierung Häupl I ab. Nach dem Verlust der absoluten Mehrheit bildete Häupl eine Koalitionsregierung mit der ÖVP. Im 14-köpfigen Stadtsenat bzw. der Landesregierung stellte die SPÖ 7 Mitglieder, die ÖVP 2. Die 4 Mitglieder des Wahlsiegers FPÖ blieben wie die Vertreterin der Grünen ohne Ressort.
Während der Regierungsperiode schied Rudolf Edlinger nach seiner Berufung in die Bundesregierung aus der Landesregierung aus, ihm folgte am 31. Jänner 1997 Brigitte Ederer als Stadträtin für Finanzen, Wirtschaftspolitik und Wiener Stadtwerke nach. Nachdem Ederer am 14. Dezember 2000 ihr Mandat niedergelegt hatte um in die Privatwirtschaft zu wechseln, übernahm der bisherige Stadtrat für Gesundheits- und Spitalswesen Sepp Rieder das Finanzressort. Rieders Gesundheitsressort wechselte an die neue Stadträtin Elisabeth Pittermann, die am 14. Dezember 2000 gewählt worden war.

## Wahl der Regierung
Michael Häupl wurde mit den 65 Stimmen von SPÖ, ÖVP und Grünen zum Bürgermeister gewählt. Grete Laska erhielt bei der Wahl zur Vizebürgermeisterin 62 Stimmen, Bernhard Görg 64 Stimmen. Renate Brauner, die gegen Bernhard Görg als Vizebürgermeisterin zur Stärkung des Frauen- und Integrationsressorts angetreten war, hatte 9 Stimmen erreicht.
Die Stimmverteilung bei der Wahl der Stadträte lautete: Renate Brauner (70 Stimmen), Rudolf Edlinger (65 Stimmen), Margarete Laska (62 Stimmen), Sepp Rieder (60 Stimmen), Werner Faymann (65 Stimmen), Friedrich Svihalek (63 Stimmen), Lothar Gintersdorfer (34 Stimmen), Johann Herzog (33 Stimmen), Karin Landauer (33 Stimmen), Walter Prinz (32 Stimmen), Bernhard Görg (60 Stimmen), Peter Marboe (62 Stimmen) und Friedrun Huemer (49 Stimmen). Brigitte Ederer war 1997 mit 65 von 98 abgegebenen Stimmen gewählt worden.

## Regierungsmitglieder
| Amt                                                                                | Name                 | Partei | Ressortverteilung am Ende der Regierungsperiode           |
| ---------------------------------------------------------------------------------- | -------------------- | ------ | --------------------------------------------------------- |
| Landeshauptmann Bürgermeister                                                      | Michael Häupl        | SPÖ    |                                                           |
| 1. Landeshauptmann-Stellvertreterin 1. Vizebürgermeisterin Amtsführende Stadträtin | Margarete Laska      | SPÖ    | Jugend, Soziales, Information und Sport                   |
| 2. Landeshauptmann-Stellvertreter 2. Vizebürgermeister Amtsführender Stadtrat      | Bernhard Görg        | ÖVP    | Planung und Zukunft                                       |
| Amtsführende Stadträtin                                                            | Renate Brauner       | SPÖ    | Integration, Frauenfragen, Konsumentenschutz und Personal |
| Amtsführender Stadtrat                                                             | Werner Faymann       | SPÖ    | Wohnen, Wohnbau und Stadterneuerung                       |
| Amtsführende Stadträtin                                                            | Elisabeth Pittermann | SPÖ    | Gesundheits- und Spitalswesen                             |
| Amtsführender Stadtrat                                                             | Sepp Rieder          | SPÖ    | Finanzen, Wirtschaftspolitik und Wiener Stadtwerke        |
| Amtsführender Stadtrat                                                             | Friedrich Svihalek   | SPÖ    | Umwelt und Verkehrskoordination                           |
| Amtsführender Stadtrat                                                             | Peter Marboe         | ÖVP    | Kultur                                                    |
| Stadtrat                                                                           | Lothar Gintersdorfer | FPÖ    | ohne Ressort                                              |
| Stadtrat                                                                           | Johann Herzog        | FPÖ    | ohne Ressort                                              |
| Stadtrat                                                                           | Karin Landauer       | FPÖ    | ohne Ressort                                              |
| Stadtrat                                                                           | Walter Prinz         | FPÖ    | ohne Ressort                                              |
| Stadtrat                                                                           | Friedrun Huemer      | Grüne  | ohne Ressort                                              |
| Vorzeitig ausgeschiedene Mitglieder der Landesregierung                            |                      |        |                                                           |
| Amtsführende Stadträtin                                                            | Brigitte Ederer      | SPÖ    | Finanzen, Wirtschaftspolitik und Wiener Stadtwerke        |
| Amtsführender Stadtrat                                                             | Rudolf Edlinger      | SPÖ    | Finanzen, Wirtschaftspolitik und Wiener Stadtwerke        |